# شبکه قرآن
شبکهٔ قرآن و معارف سیما که در تداول عامه با نام شبکهٔ قرآن شناخته می‌شود، یکی از شبکه‌های تلویزیونی دولتی کشور ایران است که در مجموعهٔ صداوسیمای جمهوری اسلامی ایران مدیریت می‌شود. این شبکه در سال ۱۳۹۹ لوگوی خود را تغییر داد و پخش برنامه‌های شبکه قرآن و معارف سیما با فرمت HD و کدک HEVC نیز از گیرنده‌های زمینی و ماهواره‌ای از ۲۸ فروردین ۱۴۰۱ آغاز شد.
روز پنج‌شنبه ۷ بهمن ۱۴۰۰ چند شبکه صدا و سیمای جمهوری اسلامی از جمله شبکه قرآن هک شدند.

## پیشینه

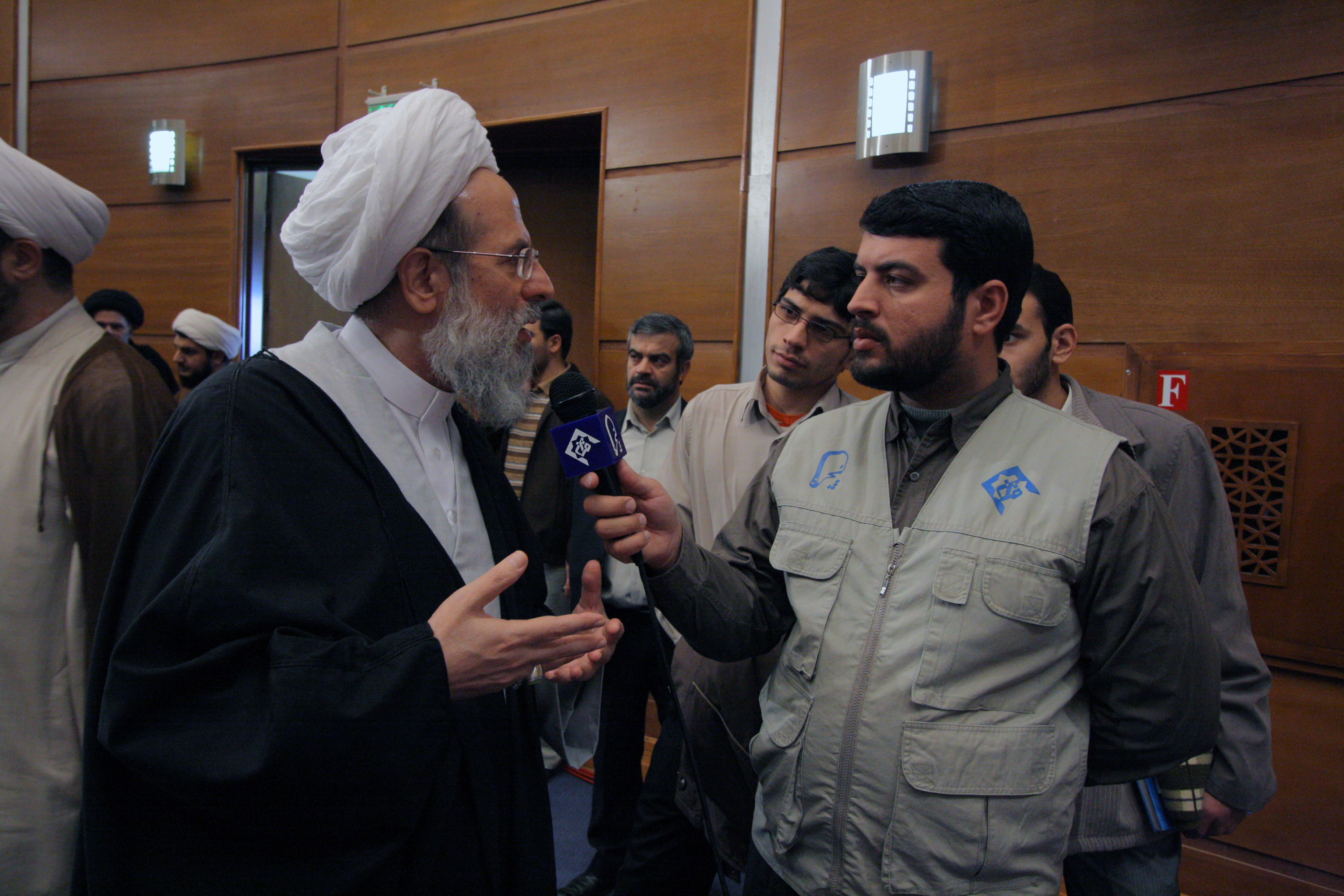
خبرنگار شبکهٔ قرآن سیما در حال مصاحبه با محمد محمدی ری شهری

شبکهٔ قرآن و معارف سیمای جمهوری اسلامی ایران در ۲۱ آذر ۱۳۷۹ آغاز به کار کرد. پیش از افتتاح رسمی آن از سال ۱۳۷۸ برنامهٔ خود را آغاز نمود. بدین صورت که هر شب یک ساعت بعد از خبر ۲۲:۳۰ شبکهٔ دو از ساعت حدود ۲۳ تا ۲۴ با عنوان سیمای قرآن از شبکهٔ دو سیما به تهیه‌کنندگی علی اکرمی پخش می‌شد. بعد از یکسال این برنامه به پس از اذان ظهر انتقال یافت و مدت ۲ سال با عنوان سیمای نور به این نحو ادامه داشت. پس از آن تا زمان پخش سراسری شبکه، برنامه‌های شبکهٔ قرآن از ساعت ۱ الی ۶ بامداد از طریق فرستنده‌های شبکه‌ تهران و مراکز استانی سیما و از ساعت ۶ بامداد الی ۱۱ از طریق فرستنده‌های شبکه چهار (از سال ۱۳۸۱ تا ۲۹ اسفند ۱۳۸۸) پخش می‌شد. در ماه رمضان (پانزده مهر ۱۳۸۳) با برگزاری مسابقات بین‌المللی قرآن کریم، پخش رسمی برنامه‌های شبکه قرآن به صورت مستقل و ۲۴ ساعته آغاز شد.
اولین سریال نمایشی این شبکه شهر باران به تهیه کنندگی مجید عباسی و کارگردانی سید جواد هاشمی درسال ۱۳۸۲ تولید و همزمان از شبکه دو پخش شد .
در روز ۵ آبان ۱۳۹۹ لوگوی شبکهٔ قرآن و معارف بعد از ۲۱ سال تغییر کرد.

## مدیران شبکه
- ۱.سلمان فرهمند ۱۳۷۸ تا ۱۳۸۱
- ۲.مصطفی صدرزاده ۱۳۸۱ تا ۱۳۸۴
- ۳.حسین ساری ۱۳۸۴ تا ۱۳۸۹
- ۴.محمدباقر پیشنمازی ۱۳۸۹ تا ۱۳۹۰
- ۵.حسن گروسی ۱۳۹۰ تا ۱۳۹۳
- ۶.بهرام محمدنیا ۱۳۹۳ تا ۱۳۹۴
- ۸.سید جواد موسوی ۱۳۹۴ تا ۱۳۹۵
- ۹.محمدحسین محمدزاده ۱۳۹۵ تا ۱۳۹۷
- ۱۰.محسن عرفاتی ۱۳۹۷ تا ۱۳۹۸
- ۱۱.جواد شیخ اکبری ۱۳۹۸ تا ۱۴۰۱
- ۱۲.محمدحسین کشکولی ۱۴۰۱ تاکنون

## وظایف
گردآوری، دریافت، تهیه و تنظیم و پخش گزارش‌های قرآنی و برنامه‌های دینی در چارچوب خط مشی‌ها و ضوابط کلی سازمان صدا و سیما و سیاست‌های جمهوری اسلامی از جمله وظایف این شبکه عنوان شده‌است.

## گسترهٔ پخش
برنامه‌های این شبکه در اکثر مناطق ایران از طریق فرستنده‌های دیجیتال زمینی روی باند UHF قابل دریافت است. همچنین برنامه‌های این شبکه از طریق ماهوارهٔ اینتل‌ست ۳۹ و بدر ۸ در ایران و اکثر مناطق جهان پخش می‌شود. تماشای زندهٔ شبکهٔ قرآن و معارف سیما از طریق پایگاه اینترنتی سازمان صدا و سیما نیز میسر است. دریافت این شبکه مانند سایر شبکه‌های تلویزیونی وابسته به صدا و سیمای جمهوری اسلامی ایران رایگان است. پخش برنامه‌های شبکهٔ قرآن و معارف سیما ۲۴ ساعته است.

## لوگوها

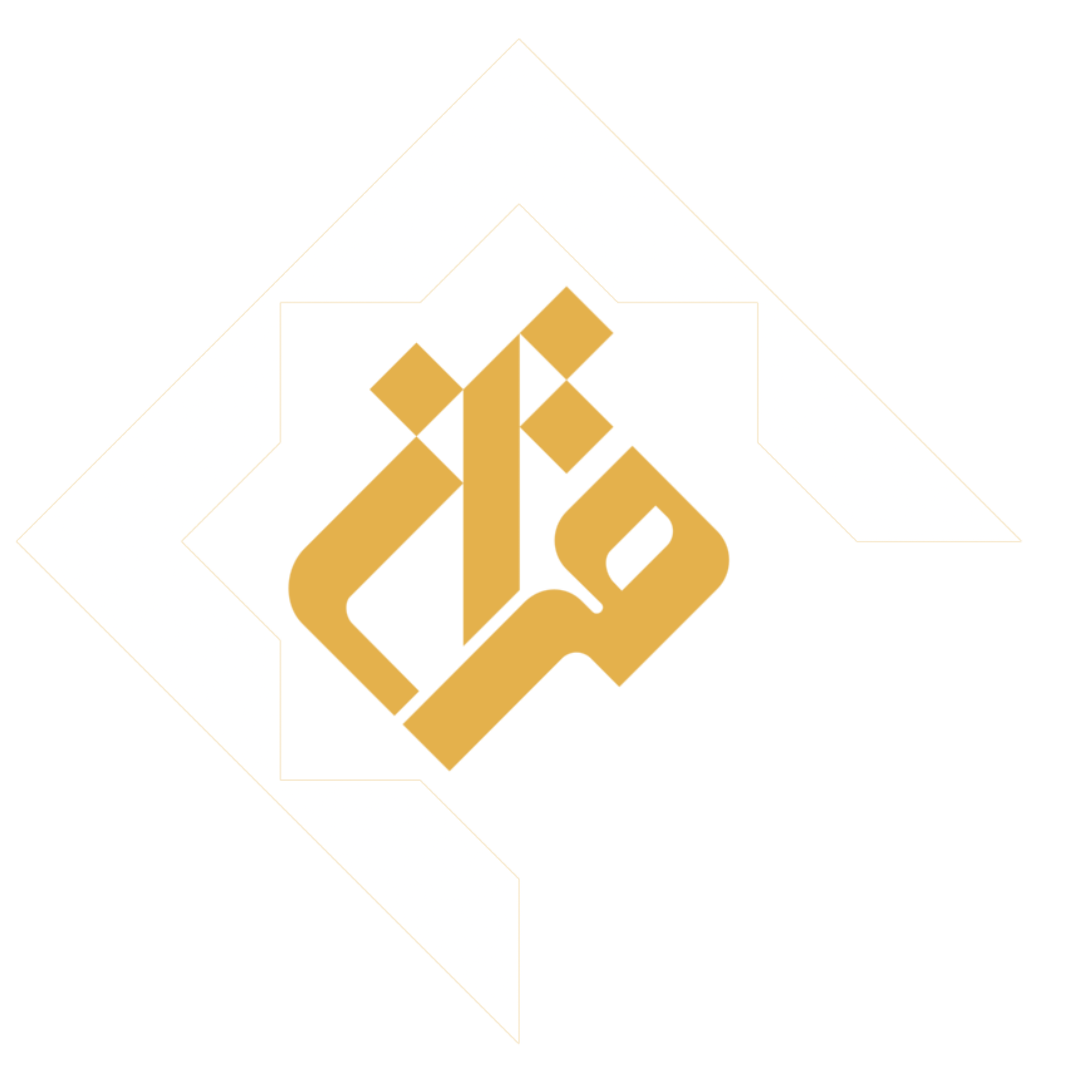
اولین نشان (۱۳۷۹–۱۳۹۹)
دومین نشان(۱۳۹۹-اکنون)